# Bulbocerca sini
Bulbocerca sini is een insectensoort uit de familie Anisembiidae, die tot de orde webspinners (Embioptera) behoort. De soort komt voor in Mexico.
Bulbocerca sini is voor het eerst wetenschappelijk beschreven door Chamberlin in 1923.